# مستشار ألمانيا
مستشار جمهورية ألمانيا الاتحادية أو المستشار الاتحادي (في الألمانية يسمى Bundeskanzler(in، حرفيا "المستشار الاتحادي"، أو Kanzler(in) للاختصار) هو رئيس الحكومة في جمهورية ألمانيا الاتحادية، من الناحية التاريخية هو استمرار لمنصب المستشار ((بالألمانية: Kanzler)، سابقًا Reichskanzler، مستشار الدولة) الذي تأسس في الأصل كمنصب المستشار للاتحاد الألماني الشمالي في عام 1867. زاد دستور 1949 من صلاحيات المستشار مقارنة مع دستور فايمار لعام 1919عن طريق جعل المستشار مستقل أكثر بكثير عن تأثير الرئيس الاتحادي ومنح المستشار الحق في تحديد المبادئ التوجيهية لجميع مجالات السياسة، وبالتالي جعله الرئيس التنفيذي الحقيقي. المنصب يماثل عموما منصب رئيس الوزراء في الديمقراطيات البرلمانية الأخرى.
في السياسة الألمانية، المستشار يعادل منصب رئيس الوزراء في العديد من البلدان الأخرى. وهذه التسمية محصورة على رئيس الوزراء الاتحادي فقط ولا تُطلق على رؤساء وزراء الولايات الألمانية. الألمان لديهم اثنين من الترجمات المعادلة لمنصب رئيس الوزراء، Premierminister وMinisterpräsident. بينما عادة ما تشير Premierminister لرؤساء حكومات البلدان الأجنبية (على سبيل المثال، المملكة المتحدة)، Ministerpräsident قد تشير أيضا إلى رؤساء حكومات معظم الولايات الألمانية.
كان هناك تسعة مستشارون منذ عام 1949 والمستشار الحالي هو فريدريش ميرتس والذي انتُخِب في 6 مايو 2025 خلفا لـ أولاف شولتس، والذي كان قد خلف أنغيلا ميركل، التي قضت فترة ولايتها الرابعة في المنصب، حيث تقلدت المنصب لمدة 16 عاماً من 22 نوفمبر 2005 حتى 8 ديسمبر 2021، وقضت بذلك أطول فترة في المنصب بعد المستشار الأسبق هلموت كول الذي كان مستشارأ اتحادياً لخمس دورات من 1 أكتوبر 1982 حتى 27 أكتوبر 1998. وتعتبر ميركل أول امرأة تتولى المنصب منذ إنشاء المنصب الأصلي في عام 1867، وأُطلق عليها لقب مستشارة و السيدة المستشارة، (باللغة الألمانية بُوندِس كانسِلَرِنْ و فراو بُوندِس كانسِلَرِنْ Bundeskanzlerin و Frau Bundeskanzlerin) وهذ اللقب لم يُستخدم رسميا أبدا قبل تولي ميركل المنصب، وإنما هو تشكيل نحوي للدلالة على الاسم المؤنث مستشارة. وبدأت الحكومة من العام 2004 استخدام هذا اللقب رسمياً، وقد بررت ذلك بالقول بأن لقب السيدة المستشار لفظ غير مهذب، بعدها أُضيف هذا اللقب، بهذا اللفظ، لأول مرة في قاموس اللغة الألمانية الشهير دودن Duden في 2004.
منذ عام 1956، نص القانون الأساسي (وهو الدستور الألماني) على أنه خلال حالة الدفاع يتم نقل سلطة الأمر والقيادة على القوات المسلحة من وزير الدفاع الاتحادي إلى المستشار الاتحادي، ويكون المستشار حينها القائد الأعلى للقوات المسلحة الألمانية. هذا الحكم، الذي يُشار إليه أيضًا باسم «قانون تشرشل» المادة 115 ب من القانون الأساسي (كان حتى عام 1968 في المادة 65 أ الفقرة 2) ويهدف إلى ضمان أنه في أوقات الأزمات والظروف الطارئة، يُنظر إلى المستشار الاتحادي على أنه الشخصية الأقوى الممسكة بكل مقاليد السلطة.
الشكل الحديث لمكتب المستشارية تطور من المنصب المشكل من أجل أوتو فون بسمارك في الاتحاد الألماني الشمالي عام 1867. تطور الاتحاد إلى الدولة القومية الألمانية مع توحيد ألمانيا عام 1871. وقد تفاوت دور المستشار كثيراً طوال تاريخ ألمانيا الحديث. اليوم، المستشار هو القائد الفعال في البلاد.

## الهيئات الخاضعة لسلطة المستشار مباشرة
إلى جانب منصبه الأساسي كرئيس للحكومة الاتحادية، فإن هناك بعض الهيئات المهمة والتي تخضع مباشرة لسلطة المستشار، ومنها:
المستشارية الاتحادية وهي هيئة اتحادية عليا فيها مقر المستشار، وتعمل بمثابة مكتب استشاري تخصصي للمستشار. ورئيس المستشارية ليس المستشار الاتحادي نفسه، وإنما وزير اتحادي أو وزير دولة يعينه المستشار ضمن الحكومة. يوجد في المستشارية الاتحادية مكاتب مناظرة لكل وزارة وكل مكتب يشغله موظفون ذوي خبرة وتخصصات عالية، يختص بمتابعة أعمال وأنشطة الوزارة المرتبط بها ويرفع للمستشار كل ما يحتاج إليه من معلومات تخص الوزارة، كما يوجه الوزارة بكل أوامر وتوجيهات المستشار، وبالتالي تعتبر المستشارية كحكومة ظل تابعة للمستشار. يعمل في المستشارية حاليًا حوالي 600 شخص (بيانات عام 2019)، وتبلغ الميزانية السنوية حوالي 3.65 مليار يورو (بيانات عام 2021).
مكتب الصحافة والإعلام التابع للحكومة الاتحادية، والذي يقدم تقاريره مباشرة إلى المستشار. و تتمثل مهمة المكتب في إعلام الجمهور بسياسات الحكومة الاتحادية، وإحاطة الرئيس والوزراء بكل الأخبار والتطورات (على مدار الساعة إذا لزم الأمر)، ويجب أن يميز المكتب بشكل صارم بين تصريحات الحكومة الاتحادية وبيانات الأطراف الداعمة للحكومة الاتحادية.
بالإضافة إلى ذلك، تخضع دائرة الاستخبارات الاتحادية (BND) مباشرة ضمن حقيبة المستشار الاتحادي، و يتم تضمين ميزانيتها في ميزانية المستشارية الاتحادية، ولكن لأسباب تتعلق بالسرية يتم تقديرها فقط كمبلغ إجمالي (ما يسمى صندوق الزواحف أو صندوق العمل السري). لا يمنح الوصول المباشر للمستشار إلى الخدمة السرية للدائرة أي ميزة في قضايا السياسة المحلية، حيث أن مجال عمل الدائرة يتركز على العالم الخارجي فقط. ومع ذلك هناك ميزة معينة للمستشار للحصول على المعلومات في مسائل السياسة الخارجية والأمنية.

## لمحة تاريخية
مكتب المستشار ذو تاريخ طويل، يرجع إلى الإمبراطورية الرومانية المقدسة، عندما كان مكتب المستشارية الألماني يعقد عادة من قبل أساقفة ماينتس ‏. كان اللقب في بعض الأحيان يستخدم في العديد من دول أوروبا الناطقة بالألمانية. الشكل الحديث لمكتب المستشارية تأسس مع قيام الاتحاد الألماني الشمالي، حيث أصبح أوتو فون بسمارك مستشارا في عام 1867. وبعد توحيد ألمانيا في عام 1871، أصبح المكتب يعرف في اللغة الألمانية باسم Reichskanzler (مستشار الإمبراطورية أو مستشار المملكة وأيضًا مستشار الرايخ الألماني). مع دستور ألمانيا لعام 1949، تم إحياء لقب المستشار الاتحادي (Der Bundeskanzler).
اختلف دور المستشار خلال العصور المختلفة. في الفترة من 1871 إلى 1918، كان المستشار مسؤولا فقط أمام الإمبراطور. مع تأسيس الجمهورية والإصلاح الدستوري في عام 1918، مُنح البرلمان حق إقالة ال Reichskanzler. ووفقا لدستور فايمار في عام 1919، عُيِّن المستشار من قبل الرئيس وكان مسؤولا أمام البرلمان والرئيس. عندما جاء النازيين إلى السلطة في 30 كانون الثاني عام 1933، وضع دستور فايمار جانبا بحكم الأمر الواقع. بعد وفاة الرئيس هيندينبورغ في 1934، كان أدولف هتلر الرأس الديكتاتوري للحكومة والدولة (حيث لم يُنْتَخب رئيس جديد) لألمانيا النازية وكان يسمى رسميا Führer und Reichskanzler (الفورر أو القائد ومستشار الرايخ).
في دستور 1949 أُعْطِى المستشار صلاحيات أكبر بكثير مما كانت عليه خلال جمهورية فايمار، بينما تقلص بقوة دور الرئيس. ألمانيا اليوم غالبا ما يشار إليها باسم «ديمقراطية المستشار»، مما يعكس دور المستشار كرئيس تنفيذي للبلاد الذي لديه السلطة الدستورية لوضع المبادئ التوجيهية لكافة مجالات سياسة الحكومة.
منذ عام 1867 خدم 33 شخصا رؤساء لحكومات ألمانيا أو سابقتها الاتحاد الألماني الشمالي، معظمهم تحت لقب المستشار.
نظرا لمهامه الإدارية، رئيس رجال الدين في كنيسة القصر الإمبراطوري خلال الإمبراطورية الكارولنجية كان يسمى مستشار (باللاتينية: cancellarius). عملت كلية الكنيسة كسفارة الإمبراطور لاصدار السندات والتشريعات. 
منذ أيام لودفيغ الجرماني ورئيس أساقفة ماينتس كان المستشار الألماني بحكم منصبه، وهو المنصب الذي شغله حتى نهاية الإمبراطورية الرومانية المقدسة في 1806، في حين أن رئيس أساقفة كولونيا كان بحكم القانون مستشارا لإيطاليا وأسقف ترير ‏ مستشارا لمملكة آرل ‏. هؤلاء الأمراء-المطارنة الثلاثة كانوا أيضاأمراء ناخبين للإمبراطورية ينتخبون ملك الرومان. 
في العصور الوسطى كان المستشار الألماني لديه السلطة السياسية مثل رئيس الأساقفة فيليغيس (المستشار 975-1011، وصي الملك أوتو الثالث 991-994) أوراينالد داسيل ‏ (المستشار 1156-1162 و1166-1167) في عهد الإمبراطور فريدريك بربروسا.
في 1559 أنشأ الإمبراطور فرديناند الأول وكالة المستشارية الإمبراطورية (بالألمانية: Reichshofkanzlei) في قصر هوفبورغ في فيينا، برئاسة نائب المستشار تحت سلطة اسمية لرئيس أساقفة ماينتس. ونتيجة لمعركة الجبل الأبيض التي جرت عام 1620، أنشأ الإمبراطور فرديناند الثاني مكتب لمحكمة المستشارية النمساوية المسؤولة عن الشؤون الداخلية والخارجية لملكية هابسبورغ. 
من 1753 فصاعدا، عقد منصب مستشار الدولة النمساوية من قبل الأمير كاونيتس.
فقدت المستشارية الإمبراطورية أهميتها، ومن أيام ماريا تيريزا وجوزيف الثاني كانت موجودة فقط على الورق. 
بعد تفكك الإمبراطورية الرومانية المقدسة، شغل الأمير كليمنس فون مترنيش منصب مستشار الإمبراطورية النمساوية (1821-1848)، وبالمثل شغل الأمير كارل هاردنبرغ دور مستشار مملكة بروسيا (1810-1822).
من 1867-1871، كان اللقب Bundeskanzler (المستشار الاتحادي) قد استخدم مرة أخرى في اللغة الألمانية، خلال فترة الاتحاد الألماني الشمالي. من 1871-1945، كان المنصب يدعى Reichskanzler (المستشار الإمبراطوري). 
منذ عام 1949 واللقب الرسمي للمنصب باللغة الألمانية هو مرة أخرى Bundeskanzler.
في جمهورية ألمانيا الديمقراطية المنحلة (ج.أ.د، ألمانيا الشرقية)، التي كانت قائمة من 7 تشرين الأول 1949 إلى 3 تشرين الأول 1990 (عندما تم توحيد أراضي جمهورية ألمانيا الديمقراطية السابقة مع جمهورية ألمانيا الاتحادية)، منصب المستشار لم يكن موجودا. كان المنصب الموازي يدعى إما رئيس الوزراء (Ministerpräsident) أو رئيس مجلس وزراء جمهورية ألمانيا الديمقراطية (Vorsitzender des Ministerrats der DDR).

## مستشارالاتحاد الألماني الشمالي(1867–1871)

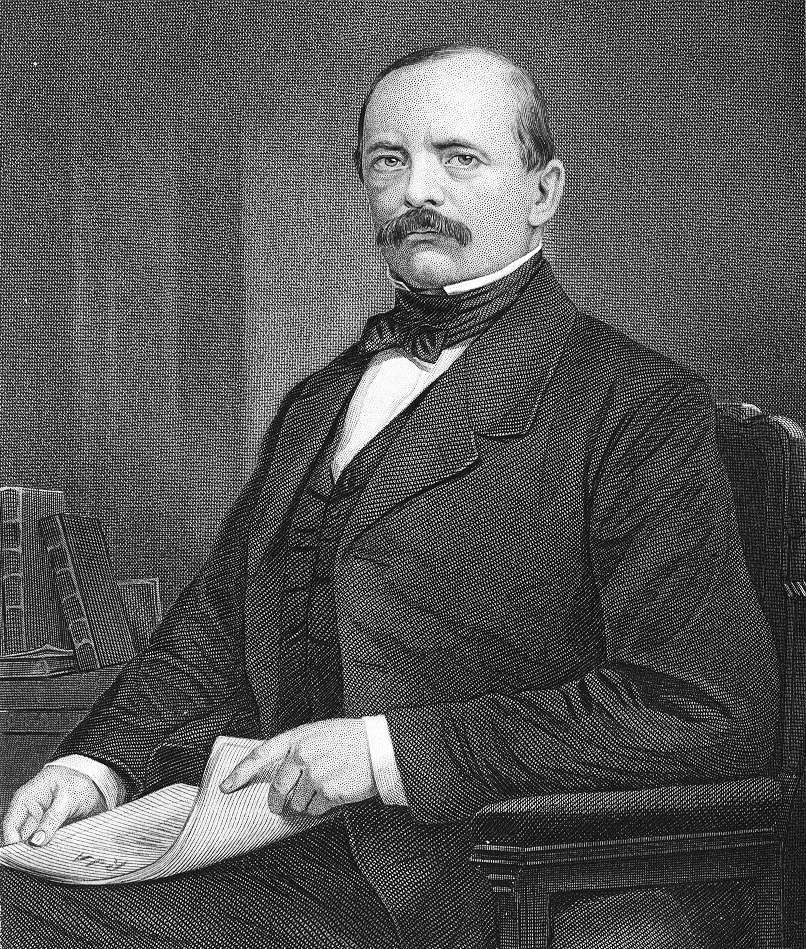
أوتو، الأول فون بسمارك (كما كان يلقب من عام 1871)

كان رئيس الحكومة الاتحادية لدولة الاتحاد الألماني الشمالي، الذي أنشئ في 1 تموز 1867، يحمل اللقب Bundeskanzler. الشخص الوحيد الذي شغل هذا المنصب أوتو غراف فون بسمارك-شونهاوسن (المعروف اختصارا باسم أوتو فون بسمارك)، رئيس وزراء بروسيا.
على الرغم من أداء ملك بروسيا القسم وإعلانه الإمبراطور الألماني في قاعة المرايا في قصر فرساي في 18 كانون الثاني 1871، لم ينتهي الاتحاد الألماني الشمالي من الوجود حتى مضى ثلاث شهور على دخول الدستور الألماني 1871 حيز التنفيذ في 16 نيسان. وبالتالي بقي بسمارك مستشار الاتحاد حتى ذلك التاريخ. وخلال هذه الأشهر، أُشير للاتحاد الألماني الشمالي أيضا باسم الاتحاد الألماني، بعد انضمام الدول الجنوبية الألمانية (باستثناء النمسا) إلى الاتحاد الكونفدرالي.
عين المستشار من قبل ملك بروسيا بصفته رئيسا للاتحاد الألماني الشمالي. وكان له دور وصلاحيات مشابهة جدا لتلك التي لمنصب مستشار ألمانيا في الفترة من 1871.

## المرحلة الثورية (1918–1919)
في 9 تشرين الثاني 1918، سلم المستشار ماكس فون بادن مكتب المستشارية إلى فريدريش إيبرت. استمر إيبرت ليكون بمثابة رئيس الحكومة خلال الشهور الثلاثة بين نهاية الإمبراطورية الألمانية في تشرين الثاني 1918 والملتقى الأول لفعاليات الجمعية الوطنية في شباط عام 1919، ولكن لم يستخدم لقب المستشار.
خلال ذلك الوقت، خدم إيبرت أيضا رئيسا «لمجلس نواب الشعب» حتى 29 كانون الأول 1918 جنبا إلى جنب مع الاشتراكي الديمقراطي المستقل هوغو هاسه .

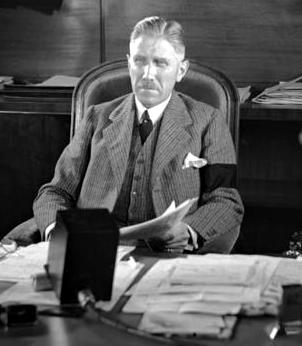
فرانز فون بابن، مستشار في 1932

## مستشارجمهورية فايمار(1919–1933)
استمر مكتب المستشارية في جمهورية فايمار. وعُين مستشار الرايخ (Reichskanzler) من قبل الرئيس وكان مسؤولا أمام الرايخستاغ.
في عهد جمهورية فايمار، كان المستشار شخصية ضعيفة إلى حد ما. يشبه إلى حد كبير نظيره الفرنسي. اتخذت قرارات مجلس الوزراء بأغلبية الأصوات. في الواقع، العديد من حكومات فايمار اعتمدت بشكل كبير على التعاون مع الرئيس، ويرجع ذلك إلى صعوبة العثور على الأغلبية في البرلمان.

## مستشارألمانيا النازية(1933–1945)

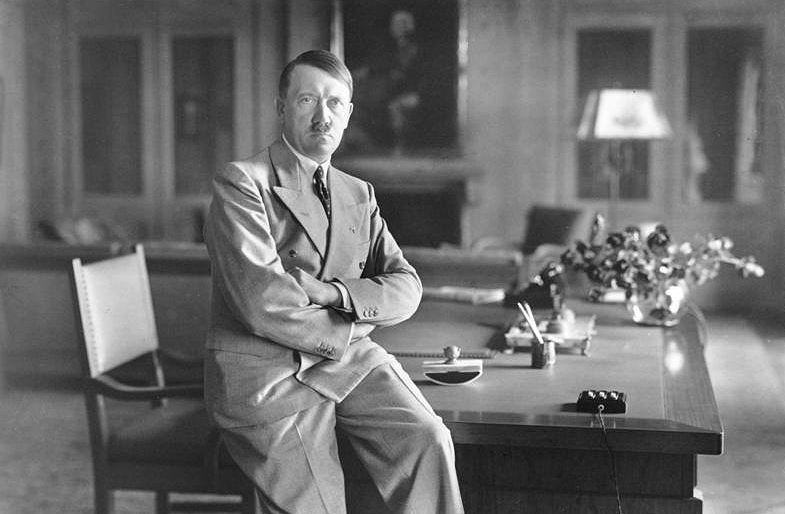
أدولف هتلر، مستشارا من 1933 حتى 1945

أصبح أدولف هتلر مستشارا لألمانيا في 30 كانون الثاني 1933. وبعد تولّيه المنصب، بدأ هتلر على الفور مراكمة السلطة وتغيير طبيعة المستشارية. بعد شهرين فقط من توليه منصبه، وبعد حريق مبنى الرايخستاغ، مرر أعضاء الرايخستاغ قانون التمكين معطيًا مستشار الرايخ سلطات تشريعية كاملة لمدة أربع سنوات - المستشار يمكن أن يعرض أي قانون دون استشارة البرلمان. واصلت سلطات المستشار في النمو حتى شهر آب عام 1934، عندما مات الرئيس بول فون هيندنبورغ. استغل هتلر قانون التمكين لدمج مكتب مستشار الرايخ مع مكتب الرئيس لإنشاء مكتب جديد، الفوهرر. على الرغم من دمج المكاتب، واصل هتلر حمل لقب فوهرر و مستشار الرايخ (بالألمانية: Führeriund chskanzler»، )ي إشارة إلى أنه رئيس الدولة ورئيس الحكومة حيث لا تزال المناصب منفصلة وإن كانت تدار من نفس الرجل. ويظهر هذا الفصل بشكل أكثر وضوحا عندما أعطى هتلر في نيسان 1945 التعليمات عند وفاته بأن يحل ُمكَّتب الفوهرر وأن يكون هناك رئيس جديد ومستشار. في 30 نيسان 1945 عندما انتحر هتلر، كان قد خلفه لفترة وجيزة المستشار جوزيف غوبلز، وفقا لما أملي في وصية هتلر. مع انتحار غوبلز اللاحق لانتحار هتلر، مررتُ مقاليد السلطة إلى الأميرال كارل دونيتس كرئيس لألمانيا. بدوره عين دونيتس المحافظ غير الحزبي الكونت شفيرين فون كروسيغ رئيسا للحكومة مع لقب قائد الوزراء. دونيتس وشفيرين فون كروسيغ تفاوضا على الاستسلام لقوات الحلفاء.

## مستشار جمهورية ألمانيا الاتحادية (منذ 1949)
الدستور الألماني لعام 1949، القانون الأساسي (Grundgesetz)، يستثمر المستشار (بالألمانية،  Bundeskanzler ) مع صلاحيات واسعة للشروع في سياسة الحكومة. لهذا السبب، يشير بعض المراقبين إلى النظام السياسي الألماني باسم "ديمقراطية المستشار". أيما حزب أغلبية (CDU/CSU أو SPD) لا يحمل منصب المستشارية يدعو عادة مرشحه البارز للانتخابات الاتحادية "المرشح لمنصب المستشار" (Kanzlerkandidat"). الحكومة الاتحادية (Bundesregierung) تتكون من المستشار وحكومته.

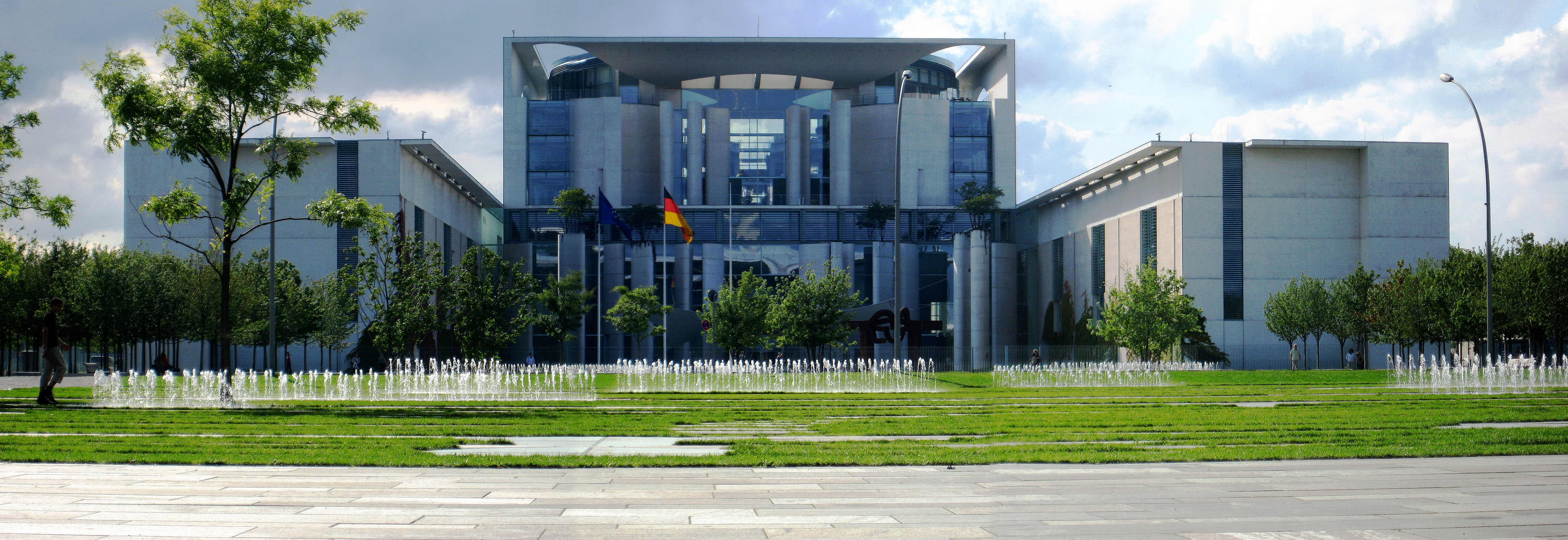
مكتب المستشار في برلين

تنبثق سلطة المستشار من أحكام القانون الأساسي وعمليا من وضعه كزعيم للحزب (أو تحالف من الأحزاب) يملك اغلبية المقاعد في البوندستاغ (البرلمان الاتحادي) . باستثناء هيلموت شميت عادة ما يكون المستشار أيضا رئيس الحزب المنتمي له. كان هذا هو الحال مع المستشار غيرهارد شرودر من عام 1999 حتى استقالته من رئاسة الحزب الديمقراطي الاجتماعي الألماني عام 2004.
يلقب المستشار الألماني رسميا باسم "Herr Bundeskanzler" إذا كان المستشار رجل. المستشارة الحالية أنغيلا ميركل، اعتبرت أقوى امرأة في العالم من قبل مجلة فوربس، تلقب رسميا باسم "Frau Bundeskanzlerin"، الصيغة المؤنثة للّلقب. تم إهمال استخدام الصيغة المختلطة "Frau Bundeskanzler" من قبل الحكومة في عام 2004 لاعتبارها صيغة غير مهذبة.